# 千葉商科大学政策情報学部
千葉商科大学政策情報学部（ちばしょうかだいがくせいさくじょうほうがくぶ、英称: Faculty of Policy Informatics ）は、情報技法を活用することにより、問題を発見し的確な政策を立案のための研究及び政策立案のできる人材を育成する、千葉商科大学に設置されている学部である。
政策情報学科の1学科に、地域政策学の地域政策コースと、海外文化学、映像メディアアートやデザイン、IT技術・情報学などのメディア情報コースが設けられている。
「政策情報学」とは、情報論の視点から政策を扱う 社会科学の一種。
2025年には商経学部経済学科とともに、総合政策学部の創設を構想中。
関連する大学院は、修士課程の商学研究科商学専攻に、政策情報学コースが設けられている。博士課程に政策研究科が設けられている。
2000年に千葉商科大学に初めて設立された。2004年に千葉商科大学大学院に政策情報学研究科（修士課程）が設置される。2005年には、千葉商科大学が主体となり政策情報学会が設立された。

## 沿革
- 2000年 - 1950年4月に学制改革に伴い新制大学となった千葉商科大学に、政策情報学部政策情報学科及び大学院政策研究科博士課程を開設、政策情報学部にはさらに教職課程「情報」を設置
- 2004年 - 大学院政策情報学研究科修士課程を開設
- 2020年 - 政策情報学研究科修士課程を改編し、商学研究科修士課程、経済学研究科修士課程と商学研究科商学専攻修士課程の1研究科1専攻だけとなる。各専攻はコースに改組

## 組織構成
- 政策情報学科
  - 地域政策コース
  - メディア情報コース

## 政策情報学をおく他大学
- 金沢大学 には、地域創造学類地域プランニングコース がある。
- 東京医科歯科大学 には、医学部に医療政策情報学研究室がある。

## 関連記事
- 政策学部/総合政策学部
- 環境情報学部/情報学部
- 地域学/地域学部
- 映像学部/メディア学部